# San Gabriel (La Union)
San Gabriel (Bayan ng San Gabriel) är en kommun i Filippinerna. Kommunen ligger på ön Luzon, och tillhör provinsen La Union. Folkmängden uppgår till 18 172 invånare år 2015.
San Gabriel är indelat i 17 barangayer.